# سفارت بریتانیا در برلین
سفارت بریتانیا در برلین (به آلمانی: Britische Botschaft in Berlin) یک منطقهٔ مسکونی و نمایندگی سیاسی این کشور در آلمان است که در میته، برلین واقع شده‌است.